# 阿拉伯星鯊
阿拉伯星鲨（学名：Mustelus mosis），又稱阿拉伯貂鯊，為軟骨魚綱真鯊目皺唇鯊科星鯊屬的一種，分布於西印度洋區，從紅海、東非至斯里蘭卡、馬爾地夫及印度海域，深度可達400公尺，本魚體延長，頭部扁平，背面為灰色或灰棕色，腹面為白色，胸鰭後緣呈淺色，無斑點，背鰭2個，第一背鰭通常有白色尖端，體長最大可達150公分，棲息在大陸棚底層水域，屬肉食性，以甲殼類、軟體動物及其他小魚為食，卵胎生，生活習性不明，可做為食用魚。